# كرومات الفضة
 كرومات الفضة مركب كيميائي له الصيغة Ag2CrO4، ويكون على شكل مسحوق بلوري بني محمر.

## الخواص
- المركب غير منحل في الماء، لكنه ينحل في حمض النتريك، والأمونياك والسيانيدات والكرومات القلوية.[2]
- البنية البلورية لمركب كرومات الفضة تتبع النظام البلوري المعيني القائم لها المجموعة الفراغية Pnma، حيث تكون ثوابت الشبكة البلورية لها a=10,06 Å, b=7,03 Å، c=5,54 Å.[3]
- للمركب حساسية تجاه الضوء، وكان الكيميائي الفرنسي لوي نيكولا فوكلان أول من اكتشف هذه الخاصية.[4]

## التحضير
يحضر مركب كرومات الفضة من تفاعل نترات الفضة مع كرومات البوتاسيوم، فيترسب مركب كرومات الفضة. وكان تفاعل الترسيب هذا قام به الكيميائي الألماني رافايل إدوارد ليزيغانغ Raphael Eduard Liesegang وذلك بإضافة قطرات نترات الفضة على جيل (هلام) يحوي على ثنائي كرومات البوتاسيوم، فنتج حلقات دورية من كرومات الفضة تحيط بمكان وقوع القطرة. تسمى هذه الحلقات باسم حلقات ليزيغانغ Liesegang rings على اسم مكتشفها.

## الاستخدامات
يستخدم مركب كرومات الفضة ككاشف كيميائي في الكيمياء التحليلية نظراً للونه الأحمر البني المميز. فهو يستعمل بالتحليل الكمي لأيونات الكلوريد من خلال معايرة مور.